# Riccia breidleri
Riccia breidleri là một loài rêu trong họ Ricciaceae. Loài này được Jur. mô tả khoa học đầu tiên năm 1885.